# Marie Saine-Firdaus
Marie Saine-Firdaus (geboren am 25. April 1973) ist eine gambische Juristin und Politikerin.

## Leben
Saine-Firdaus ging auf die St. Joseph’s High School (1987–1992) und anschließend bis 1994 auf die St. Augustine's High School. Ein Studium an der Internationalen Islamischen Universität Malaysia schloss sie 2000 mit dem Bachelor of Laws ab. 2006 erwarb sie den Master of Laws an der Universität Pretoria. Ab 2000 war sie als state counsel tätig.
Sie wurde am 14. September 2007 vom Präsident Yahya Jammeh als Ministerin für Justiz und Generalstaatsanwältin (englisch Attorney General and Secretary of State for Justice) der Republik Gambia ins Kabinett berufen. Sie ersetzt Kebba Sanyang, der ins Ressort Arbeit, Bau und Infrastrukturentwicklung (Secretary of State for Works, Construction and Infrastructure) wechselt. Zuvor war sie in der Öffentlichkeit als stellvertretende Vorsitzende der Organisation Child Protection Alliance (CPA) bekannt. Vor der Ernennung als Ministerin war sie als stellvertretende Vorsitzende der Staatsanwaltschaft tätig.
Im Amt als Ministerin für Justiz blieb sie bis zum Februar 2010, Nachfolger wurde im März Edward Gomez.

## Ehrungen
Den Orden Officer (ORG) erhielt Saine-Firdaus im Mai 2009.